# 猿田和三
猿田 和三（さるた かずみ、1963年〈昭和38年〉4月3日 - ）は、日本の地方公務員で、元秋田県副知事。学生時代には東京六大学野球連盟の選手としての活動歴がある。

## 来歴
秋田県秋田市出身。実家は猿田興業で、3人兄弟の末っ子だった。4歳のころには5歳年上の兄とキャッチボールを始める。小学生のとき、兄が通う秋田県立秋田高等学校が夏の秋田大会で優勝。1年だった兄が打席に立つことはなかったが、兄や見知った顔の選手たちが喜びに沸く姿を球場のスタンドから見ていた。「甲子園に行くってすごいことなんだ」と、甲子園出場を目標にする。
兄の後を追う形で秋田高校に進む。硬式野球部の主将を務め、1学年下の石井浩郎と主軸を形成した。
慶應義塾大学法学部政治学科に、2年の浪人を経て進学した。慶大では野球部選手となり、首位打者1回、ベストナイン2回を獲得し、同じく2浪して入学した鈴木哲、大森剛らとともに、1987年春季リーグと全日本大学野球選手権大会で優勝に貢献した。当時立教大学硬式野球部で4番で主将だった長嶋一茂とも激しいタイトル争いを繰り広げた。日米大学野球選手権大会でも主将として武田一浩、長嶋一茂、古田敦也ら、後にプロ野球に進む選手をまとめた。プロ野球ドラフト会議の指名候補にも挙げられたが、プロ野球には進まなかった。
1988年（昭和63年）に秋田県庁に入庁して、土地改良事業、看護師養成、道路河川公園管理、観光振興、企業誘致、中小企業支援、予算編成等に従事した後、2020年（令和2年）に産業労働部長を経て、2021年（令和3年）秋田県副知事に就任した。
2024年（令和6年）11月25日、任期満了に伴う2025年（令和7年）の秋田県知事選挙に無所属で立候補することを正式に表明し、同年11月30日に秋田県副知事を退任した。
2025年3月20日に告示された知事選挙に予定通り立候補し、自由民主党は同党の秋田県議会議員だった鈴木健太が立候補したことから推薦候補を決めない自主投票となり、保守分裂選挙となった。立憲民主党、国民民主党、公明党、日本共産党、それに社会民主党の各県組織による支持や県内首長の支援を受けながら選挙戦を展開したが、4月6日の投開票では鈴木が選挙戦を制し、猿田は落選した。